# 臭豆腐 (電影)
《臭豆腐》（英語：Stinky Tofu）是一部包含港味特色情懷元素的香港劇情片，由黎震龍、潘俊霖執導，鄧維弼、黃立德任監製，黃浩然、陳毅燊、譚旻萱、朱鑑然及陳穎欣主演。此片講述「烈記臭豆腐」父子二人間的傳承故事。

## 劇情
講述「烈記臭豆腐」傳人華哥既要擔心手藝失傳，又要為做事經常半途而廢的兒子宏烈操心。適逢臭豆腐工場有新鄰居進駐，宏烈為接近心儀的香薰店店主Yoyo，不惜自告奮勇要傳承父親手藝。但隨著華哥的嗅覺出現退化，這傳統味道可能將會永遠失傳。

## 演員表

### 主要演員
| 演員   | 角色 | 介紹                                         |
| 黃浩然 | 華哥 | 「烈記臭豆腐」傳人 宏烈之父                  |
| 陳毅燊 | 宏烈 | 「烈記臭豆腐」繼承人 華哥之子 與Yoyo有感情線 |
| 譚旻萱 | Yoyo | 香薰店店主 與宏烈有感情線                    |
| 朱鑑然 |      |                                              |
| 陳穎欣 |      |                                              |

### 其他演員
| 演員   | 角色 | 介紹 |
| 谷祖琳 |      |      |
| 張達倫 |      |      |
| 王敏德 |      |      |
| 夏韶聲 |      |      |

## 發行
2023年3月，在香港國際影視展2023（FILMART）當中，《臭豆腐》作為本年度寰亞電影的重點推介電影作品之一。

## 外部連結
- 香港影庫上《臭豆腐》的資料（繁體中文）
- 豆瓣电影上《臭豆腐》的資料 （简体中文）